# Ski
Ski – miasto w Norwegii w okręgu Akershus w gminie Nordre Follo. Do 2020 stanowiło również osobną gminę.
Ski jest drugim co do wielkości miastem w Akershus po Oslo, zamieszkanym przez 19 357 osób (dane z 2017 roku).

## Demografia
Według danych z roku 2005 gminę zamieszkiwało 26 800 osób. Gęstość zaludnienia wynosiła 161,73 os./km². Pod względem zaludnienia Ski zajmowała 31. miejsce wśród norweskich gmin.
| ludność stan na 1 stycznia 2005 |         |           |        |
|                                 | kobiety | mężczyźni | razem  |
| osób                            | 13 309  | 13 491    | 26 800 |
| %                               | 49,66%  | 50,34%    | 100%   |

| wykształcenie stan na 1 października 2004 |        |         |        |        |
|                                           | podst. | średnie | wyższe | niezn. |
| osób                                      | 2995   | 11 398  | 5508   | 599    |
| %                                         | 14,61% | 55,6%   | 26,87% | 2,92%  |

## Edukacja
Według danych z 1 października 2004:
- liczba szkół podstawowych (norw. grunnskolar): 11
- liczba uczniów szkół podst.: 4022

## Władze gminy
Według danych na rok 2011 administratorem gminy (norw. rådmann) był Audun Fiskvik, natomiast burmistrzem (norw. ordfører, d. borgermester) był Georg Stub.